# Eupithecia laisata
Eupithecia laisata är en fjärilsart som beskrevs av John Kern Strecker 1899. Eupithecia laisata ingår i släktet Eupithecia och familjen mätare. Inga underarter finns listade i Catalogue of Life.